# Hemithea australis
Hemithea australis là một loài bướm đêm trong họ Geometridae.